# ستيفن إس. فوجت
ستيفن إس. فوجت (بالإنجليزية: Steven S. Vogt)‏ هو عالم فلك أمريكي، ولد في 20 ديسمبر 1949 في روك أيلاند في الولايات المتحدة.